# ونسا گیورکوس زنیدار
ونسا گیورکوس زنیدار (به انگلیسی: Vesna Györkös Žnidar) (زاده ۲۹ دسامبر ۱۹۷۷) سیاستمدار اسلوونیایی است.
او از سال ۲۰۱۴ وزیر کشور اسلوونی است.